# Tumba

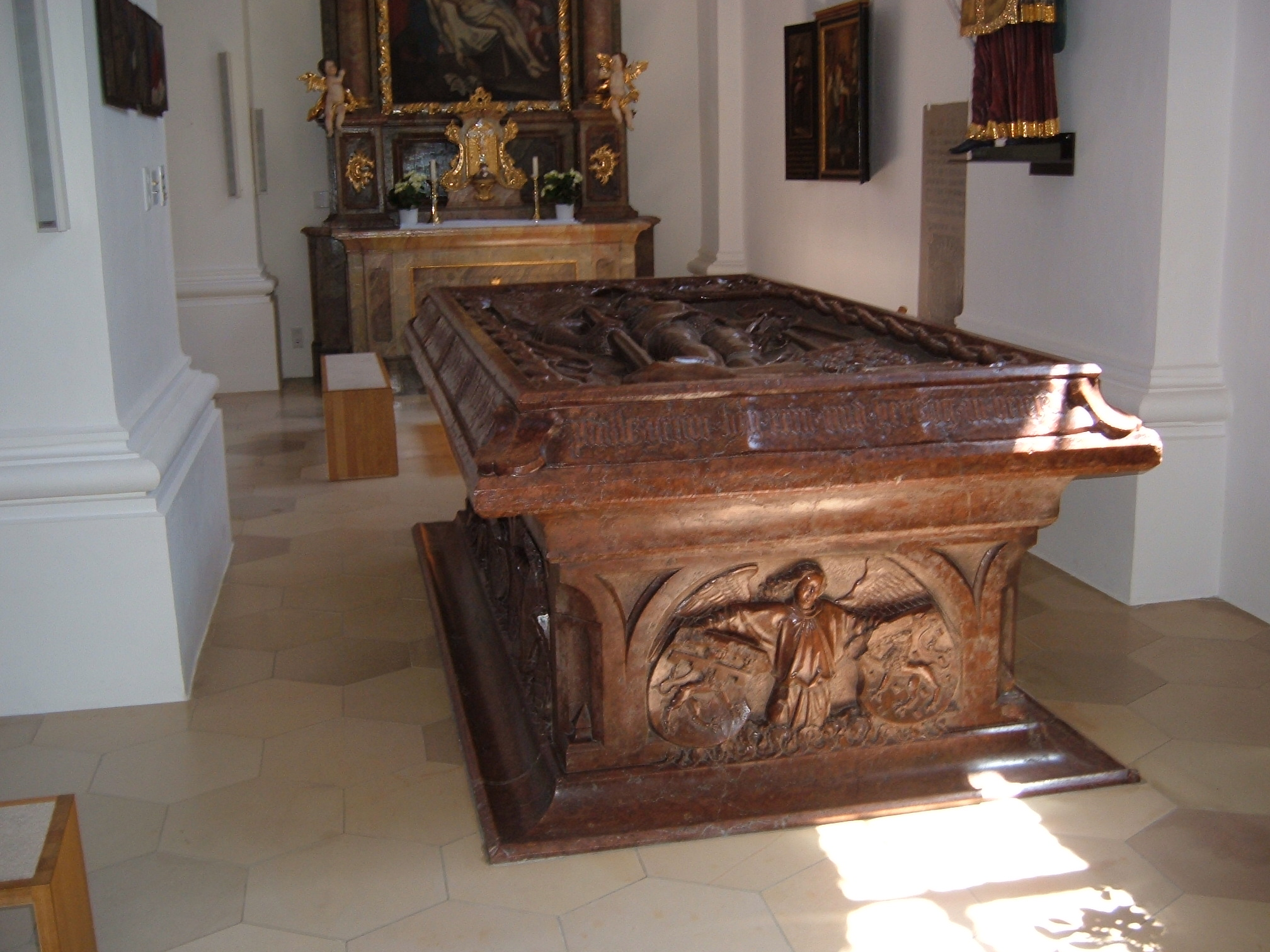
Tumba Ottos II. von Neumarkt

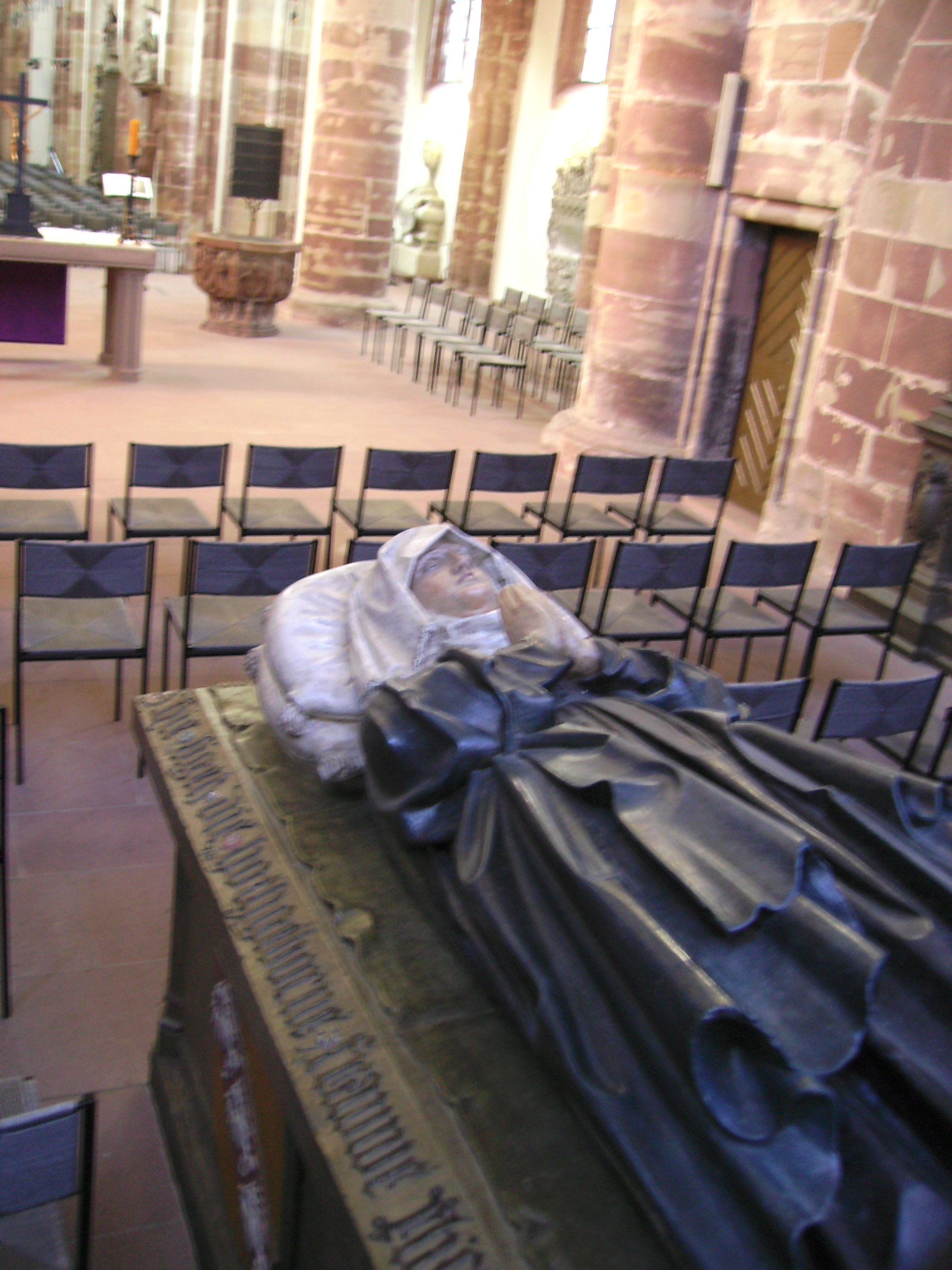
Tumba Elisabeths von Lothringen in der Stiftskirche St. Arnual

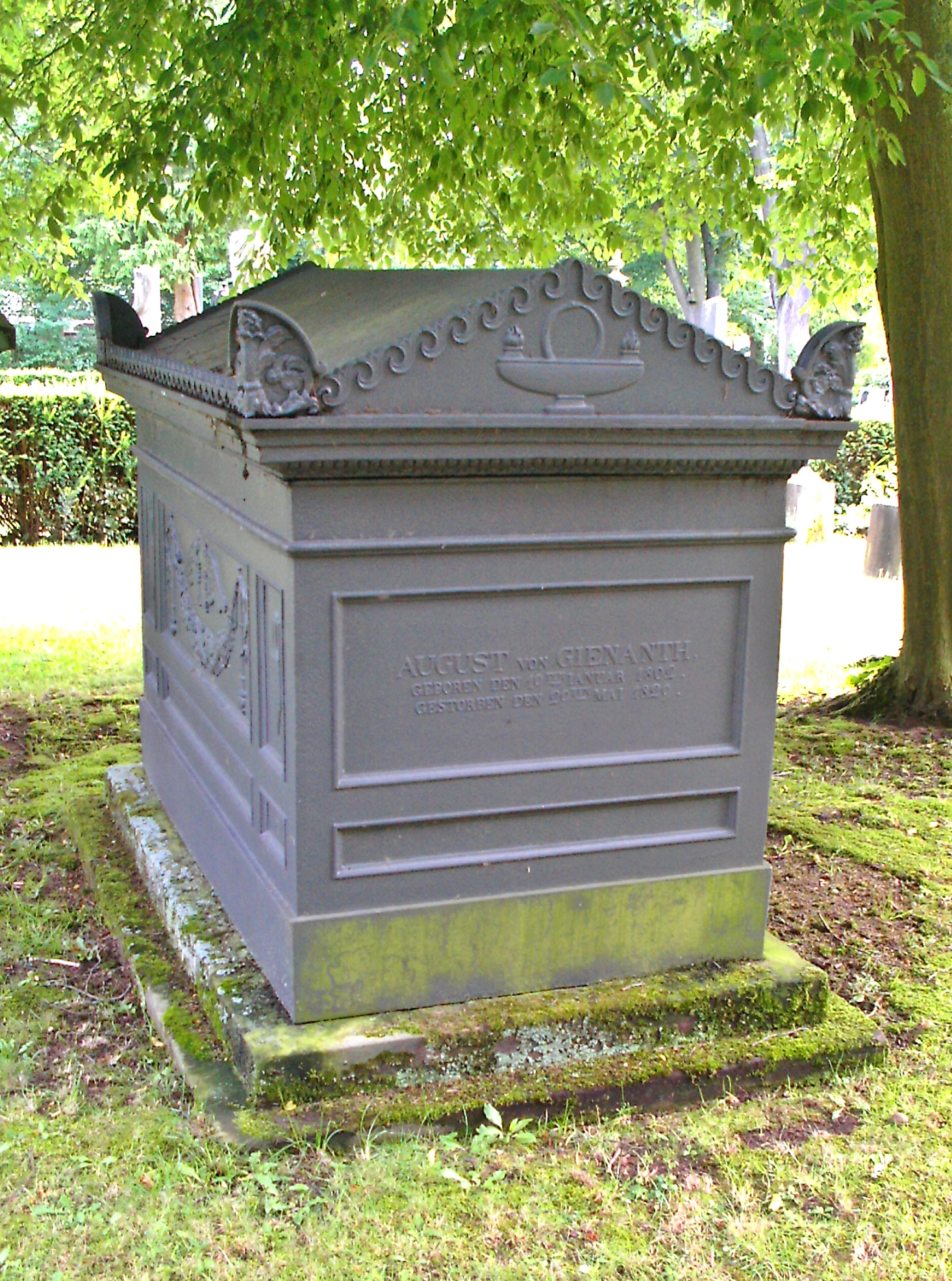
Grabmal aus Gusseisen in Form einer Tumba für August von Gienanth (1829) auf dem Hauptfriedhof Kaiserslautern

Tumba (lateinisch tumba ‚Grab‘; von altgriechisch τύμβος týmbos, deutsch ‚Grabhügel‘), auch Hochgrab genannt, bezeichnet ein freistehendes steinernes oder metallenes Grabmal in Form eines Sarkophags. Im Unterschied zum Sarkophag sind in der Tumba nicht die Gebeine des oder der Toten enthalten; allerdings ist diese Differenzierung nicht immer einheitlich. 

## Kastentumba und Sockeltumba
Eine Tumba besteht gemeinhin aus vier Seitenplatten und einer Deckplatte, was zu einer kastenartigen Wirkung des Aufbaus führt, welche den Terminus Kastentumba prägte. Unter dem leeren Kastenmonument erhebt sich an allen im Untersuchungsgebiet erhaltenen Monumenten ein Sockel; hier scheint der Begriff der Sockeltumba  zutreffend. Ein solches Monument stellt z. B. die Doppeltumba für Günther XXV. von Schwarzburg († 1386) mit seiner Frau Elisabeth († 1381) dar.

## Die Fenstertumba
Die so genannte Fenstertumba bildet eine Variante der Kastentumba bzw. eine typologische Zwischenstufe auf dem Weg zum Tischgrabmal. Formal weitestgehend der Kastentumba vergleichbar, zeigen hier die Kastenwände eine oder auch mehrere Öffnungen, die einen Einblick in das Innere des Hochgrabmals gestatten.
An den Tumbawänden des Monuments für Landgraf Otto von Hessen († 1328) in der Marburger Elisabethkirche finden sich zudem unter einigen spitzbogigen Blendarkaden acht Pleureurs („Weinende“) eingestellt. Einige Arkadenbögen bleiben jedoch offen und gewähren einen Ein- bzw. Durchblick in das leere Innere der Tumba.

## Tumba als Scheinsarg
Bis zur Liturgiereform infolge des Zweiten Vatikanischen Konzils war es in der katholischen Kirche allgemein üblich, falls sich der Sarg beim Requiem nicht in der Kirche befand, ein hölzernes, meist zusammenklappbares Lattengerüst mit einem schwarzen Überwurf, die sogenannte Tumba, als Sargattrappe aufzustellen. Am Ende der Totenmesse wurde dort die Absolutio super tumulum (lat., „Lossprechung über dem Grab“), ein fürbittendes Gebet für den Verstorbenen, gesprochen oder gesungen und der Segen gespendet. Seit der Liturgiereform durch Papst Paul VI. sind die Tumba und andere den Sarg mit dem Leichnam vertretende Zeichen abgeschafft. Wo es möglich ist, wird empfohlen, den Sarg mit dem Leichnam zur Feier des Requiems in die Kirche zu bringen.